# Richmond (Virginia)
 For alternative betydninger, se Richmond. (Se også artikler, som begynder med Richmond)
Richmond er hovedstad i den amerikanske delstat Virginia. Byen blev grundlagt i 1637, men fik først status som by i 1737. I 1779 blev byen delstatshovedstad. Byen er opkaldt efter den engelske by Richmond, nær London, nu en del af London.
Byen har 226.610(2020) indbyggere. Med forstæder anslås indbyggertallet til 1.260.029
Richmond var fra 1861 til 1865 hovedstad i Amerikas Konfødererede Stater.